# Benjamin Silliman
Pour les articles homonymes, voir Silliman.
Benjamin Silliman est un chimiste et minéralogiste américain, né le 8 août 1779 à  North Stratford dans le Connecticut et mort le 24 novembre 1864 à New Haven. Il est l'un des premiers professeurs de science des États-Unis.

## Biographie
Il est le fils de Gold Selleck Silliman et de Mary Fish, veuve de John Noyes.
Il fait ses études à l'université Yale et est diplômé en 1799. Il étudie le droit avec Simeon Baldwin (en) (1761-1851) et devient précepteur à Yale de 1799 à 1802. Il est admis au barreau en 1802. Le président de Yale, Timothy Dwight IV (en) (1752-1817), lui propose qu'il fasse équipe pour enseigner la chimie et l'histoire naturelle et accepte d'enseigner à l'université.
Silliman étudie la chimie avec le professeur James Woodhouse (1770-1809) de Philadelphie et il commence ses premiers cours de chimie à Yale en 1804. En 1805, il se rend à Édimbourg pour poursuivre ses études.
De retour à New Haven (Connecticut), il commence l'étude de la géologie et procède à l'analyse chimique d'une météorite tombée près de Weston (Connecticut). Il en publie les résultats : c'est la première étude de ce genre sur une météorite américaine. Il donne des conférences à New Haven en 1808 et découvre les éléments constitutifs de nombreux minéraux. Devenu professeur émérite, il donne des conférences à Yale sur la géologie jusqu'en 1855. En 1854, il est le premier à réaliser l'analyse du pétrole par distillation fractionnée. 
Silliman s'oppose à l'esclavage et soutient Abraham Lincoln. Il est le premier président de l'Association américaine pour l'avancement des sciences. Il est le fondateur et le rédacteur en chef de l’American Journal of Science. Il est l'un des premiers membres salariés de la Académie nationale des sciences par le Congrès américain.
Il se marie une première fois le 17 septembre 1809 avec Harriet Trumbull, fille du gouverneur du Connecticut, Jonathan Trumbull, Jr. (1740-1809). Ils auront quatre enfants : une de ses filles se mariera avec le chimiste Oliver Payson Hubbard (1809-1900) et une autre avec le géologue, minéralogiste et zoologiste James Dwight Dana (1813-1895).
Il se remarie, en 1851, avec Sarah Isabella (McClellan) Webb (1807-1875), fille de John McClellan (1767-1858).

## Honneurs
- Une des résidences universitaires de Yale lui a été dédié, ainsi qu'une montagne de 3 410 mètres de haut dans le parc national de Sequoia.
- Un nésosilicate lui a été dédié par  le minéralogiste américain Bowen, la sillimanite[1].